# Doplňovací volby do Senátu Parlamentu České republiky 2007
Doplňovací volby do Senátu Parlamentu České republiky se v roce 2007 konaly dvakrát. První volby proběhly v dubnu ve volebním obvodu č. 5 – Chomutov, druhé volby proběhly na přelomu dubna a května ve volebním obvodu č. 63 – Přerov.

## Senátní obvod č. 5 – Chomutov
Volby v senátním obvodu č. 5 – Chomutov se konaly z důvodu rezignace senátora Petra Skály (nezáv.) v lednu 2007 na svůj mandát ze zdravotních důvodů. Skála byl do Senátu zvolen ve volbách v roce 2006 a jeho mandát trval do roku 2012; v horní komoře tak působil pouze tři měsíce. Jednalo se o prvního senátora, který ze Senátu odešel předčasně ze zdravotních důvodů. První kolo doplňovacích voleb proběhlo 13. a 14. dubna 2007, druhé kolo následně 20. a 21. dubna 2007. Novým senátorem byl ve druhém kole voleb zvolen Václav Homolka z KSČM.

### Kandidáti a výsledky
Výsledky voleb:
| Kandidát               | Strana     | Počet hlasů (1. kolo) | %     | Počet hlasů (2. kolo) | %     |
| ---------------------- | ---------- | --------------------- | ----- | --------------------- | ----- |
| PaedDr. Václav Homolka | KSČM       | 2529                  | 23,28 | 5373                  | 55,32 |
| Ing. Jan Řehák         | ODS        | 2760                  | 25,41 | 4338                  | 44,67 |
| Mgr. Jan Mareš         | ČSSD       | 2510                  | 23,11 | —                     | —     |
| Mgr. Josef Märc        | nestr./SZ  | 1101                  | 10,13 | —                     | —     |
| Milan Beran            | nezávislý  | 875                   | 8,05  | —                     | —     |
| Bc. Milan Doležal      | nestr./NK  | 499                   | 4,59  | —                     | —     |
| Antonín Drbohlav       | nezávislý  | 396                   | 3,64  | —                     | —     |
| František Lehotský     | nestr./SDŽ | 101                   | 0,93  | —                     | —     |
| Zdeněk Jánský          | nestr./HS  | 89                    | 0,81  | —                     | —     |

## Senátní obvod č. 63 – Přerov
Volby v senátním obvodu č. 63 – Přerov se konaly z důvodu zvolení senátorky Jitky Seitlové (nestr. za NEZ) v únoru 2007 zástupkyní veřejného ochránce práv. Seitlová byla do Senátu zvolena ve volbách v roce 2002 a její mandát trval do roku 2008. První kolo doplňovacích voleb proběhlo 27. a 28. dubna 2007, druhé kolo následně 4. a 5. května 2007. Novým senátorem byl ve druhém kole voleb zvolen Jiří Lajtoch z ČSSD.

### Kandidáti a výsledky
Výsledky voleb:
| Kandidát                   | Strana     | Počet hlasů (1. kolo) | %     | Počet hlasů (2. kolo) | %     |
| -------------------------- | ---------- | --------------------- | ----- | --------------------- | ----- |
| Ing. Jiří Lajtoch          | ČSSD       | 3946                  | 20,91 | 5552                  | 53,23 |
| RSDr. Josef Nekl           | KSČM       | 3822                  | 20,25 | 4877                  | 46,76 |
| Ing. Jiří Bakalík          | KDU-ČSL    | 2814                  | 14,91 | —                     | —     |
| Mgr. Elena Grambličková    | ODS        | 2809                  | 14,88 | —                     | —     |
| PhDr. Vladimír Juračka     | nestr./SOS | 2714                  | 14,38 | —                     | —     |
| Doc. MUDr. Jiří Klein PhD. | nestr./NEZ | 1381                  | 7,31  | —                     | —     |
| Ing. Monika Holečková      | nestr./SZR | 1012                  | 5,36  | —                     | —     |
| Jaroslav Suchánek          | SNK ED     | 373                   | 1,97  | —                     | —     |